# Hausmannite
L'hausmannite (simbolo IMA: Hsm) è un minerale non molto comune del supergruppo dello spinello e in particolare degli ossispinelli, nella cui famiglia occupa un posto nel sottogruppo dello spinello; appartiene alla classe minerale degli "ossidi e idrossidi" con composizione chimica Mn2+Mn3+2O4 quindi, da un punto di vista chimico, è un ossido di manganese(II,III).

## Etimologia e storia
Il minerale fu descritto per la prima volta nel 1813 da Johann Friedrich Ludwig Hausmann (1782-1859), che lo citò nel suo Handbuch der Mineralogie con il nome Schwarz-Braunsteinerz e affermò che era stato trovato a Ehrenstock vicino a Ilmenau (in Turingia, oggi Oehrenstock).
Una prima menzione del 1789 si trova nel sistema mineralogico di Abraham Gottlob Werner (1749-1817), ma a parte la citazione del nome del minerale, non vengono fornite ulteriori informazioni e il nome può essere assegnato solo all'hausmannite perché i mineralogisti successivi si riferiscono allo Schwarz-Braunsteinerz di Werner quando la descrivono.
Il nome hausmannite, valido ancora oggi, risale a Wilhelm Karl Ritter von Haidinger, che nel 1828 chiamò il minerale in onore del suo primo descrittore, Hausmann.
Altri nomi sinonimi per l'hausmannite includono il minerale di manganese nero nelle note di Dietrich Ludwig Gustav Karsten del 1808 e il termine brownstone lucido, coniato anche da Hausmann nel 1847.

## Classificazione
La nona edizione della sistematica dei minerali di Strunz, valida dal 2001 e aggiornata dall'Associazione Mineralogica Internazionale (IMA) fino al 2009, elenca l'hausmannite nella classe "4. Ossidi (idrossidi, V[5,6] vanadati, arseniti, antimoniti, bismutiti, solfiti, seleniti, telluriti, iodati)" e nella sottoclasse "4.B Metallo:Ossigeno = 3:4 e simili"; questa viene ulteriormente suddivisa in base alle dimensioni dei cationi coinvolti, in modo che l'hausmannite possa essere trovata nella sezione "4.BB Con soltanto cationi di media dimensione" dove insieme a iwakiite, hetaerolite e idrohetaerolite forma il sistema nº 4.BB.10.
Tale classificazione è mantenuta invariata anche nell'edizione successiva, proseguita dal database "midat.org" e chiamata Classificazione Strunz-mindat, dove l'hausmannite occupa lo stesso sistema 4.BB.10, ma solo insieme ai minerali hetaerolite e manganostibite.
Anche la classificazione dei minerali secondo Dana, utilizzata principalmente nel mondo anglosassone, classifica l'hausmannite nella classe degli "ossidi e idrossidi" e lì nella sottoclasse dei "minerali ossidi". Qui si trova insieme a hetaerolite e idrohetaerolite nel gruppo senza nome 07.02.07 all'interno della suddivisione degli "ossidi multipli (A+B2+)2X4, gruppo dello spinello".

## Abito cristallino
L'hausmannite cristallizza nel sistema tetragonale nel gruppo spaziale I41/amd (gruppo nº 141) con i parametri reticolari a = 5,762 Å e c = 9,470 Å oltre a 4 unità di formula per cella unitaria.

## Proprietà
I cristalli di hausmannite sono simili allo spinello di carattere piramidale o ottaedrico, ma con striature orizzontali. Le strisce rivelano la natura gemella.

## Modificazioni e varietà
L'arsenodialytite, che fino al novembre 2006 era ancora considerata un minerale indipendente, è stata riconosciuta come una varietà di hausmannite.

## Origine e giacitura
L'hausmannite è solitamente formata da processi idrotermali in vene di ferro contenenti manganese, ma può anche essere formata da metamorfismo di contatto. I minerali di accompagnamento includono andradite, barite, braunite, jacobsite, pirolusite e rodocrosite.
Oltre alla sua località tipo (Oehrenstock), il minerale è stato trovato in molte altre regioni della Germania, tra cui Baden-Württemberg (Foresta Nera), Baviera (Spessart), Assia (Steeden), Bassa Sassonia (Peine), Renania settentrionale-Westfalia (Siegerland), Renania-Palatinato (Hunsrück), Sassonia-Anhalt (Harz) e Sassonia (sui Monti Metalliferi).
In tutto il mondo esistono circa 280 siti per l'hausmannite, tra cui il Nuovo Galles del Sud, il Queensland e l'Australia Meridionale in Australia; la provincia di Iténez e la provincia di Chiquitos in Bolivia; Minas Gerais in Brasile; diverse regioni della Repubblica Popolare Cinese; la Franca Contea e il Midi-Pirenei in Francia; le Cicladi in Grecia; Inghilterra e Galles in Gran Bretagna; Orissa in India; diverse regioni d'Italia; Honshū, Kyūshū e Shikoku in Giappone; Souss-Massa-Draâ in Marocco; Durango in Messico; nella regione di Otjozondjupa in Namibia; Trøndelag e Telemark in Norvegia; nella regione di al-Batina in Oman; Carinzia e Salisburgo in Austria; gli Urali in Russia; diverse regioni della Svezia; i cantoni Grigioni, San Gallo e Vallese in Svizzera; Banská Bystrica e Nitra in Slovacchia; le province di Capo Settentrionale e Nordovest del Sudafrica; nella provincia di Denizli in Turchia; molte regioni degli Stati Uniti, così come Khawr Fakkān e Fujaira negli Emirati Arabi Uniti.

## Forma in cui si presenta in natura
L'hausmannite sviluppa prevalentemente cristalli pseudo-ottaedrici, ma anche aggregati granulari o massicci di colore marrone scuro, nero o grigio con riflessi interni dal rosso scuro al bruno-rossastro.